# MFAP5
MFAP5 (англ. Microfibril associated protein 5) – білок, який кодується однойменним геном, розташованим у людей на короткому плечі 12-ї хромосоми. Довжина поліпептидного ланцюга білка становить 173 амінокислот, а молекулярна маса — 19 612.
| 10         |  | 20         |  | 30         |  | 40         |  | 50         |
| ---------- |  | ---------- |  | ---------- |  | ---------- |  | ---------- |
| MSLLGPKVLL |  | FLAAFIITSD |  | WIPLGVNSQR |  | GDDVTQATPE |  | TFTEDPNLVN |
| DPATDETVLA |  | VLADIAPSTD |  | DLASLSEKNT |  | TAECWDEKFT |  | CTRLYSVHRP |
| VKQCIHQLCF |  | TSLRRMYIVN |  | KEICSRLVCK |  | EHEAMKDELC |  | RQMAGLPPRR |
| LRRSNYFRLP |  | PCENVDLQRP |  | NGL        |  |            |  |            |

A: Аланін

C: Цистеїн

D: Аспарагінова кислота

E: Глутамінова кислота

F: Фенілаланін

G: Гліцин

H: Гістидин

I: Ізолейцин

K: Лізин

L: Лейцин

M: Метіонін

N: Аспарагін

P: Пролін

Q: Глутамін

R: Аргінін

S: Серин

T: Треонін

V: Валін

W: Триптофан

Задіяний у такому біологічному процесі, як альтернативний сплайсинг. 
Локалізований у позаклітинному матриксі.
Також секретований назовні.